# Alexis Rosenbaum
Pour les articles homonymes, voir Rosenbaum.
Alexis Rosenbaum, né le 4 juin 1969 à Paris, est un essayiste français, qui a été enseignant dans diverses grandes écoles.

## Champs d'intérêt
Plusieurs de ses travaux sont consacrés à la notion de hiérarchie. L'ordre sacré, son premier ouvrage, questionne l'importance des représentations hiérarchiques (niveaux ontologiques, échelles de vertus, classement des sciences, stades du progrès humain…) dans l'histoire de la pensée occidentale. Les Leçons d'introduction à la philosophie des sciences présentent les problèmes posés par la conception hiérarchique des sciences et de leurs objets d'étude. Dominants et dominés chez les animaux est une synthèse sur les hiérarchies du monde animal, centrée sur l'origine et le rôle des rapports de dominance parmi les primates.
D'autres travaux, d'orientation plus sociologique, semblent destinés à analyser les processus à travers lesquels les sujets des sociétés post-hiérarchiques sont entraînés à se comparer incessamment, ainsi que les conséquences de ce nouveau régime de « surcomparaison ». La peur de l'infériorité analyse le rôle de l'éducation (notes, classements…) et de la consommation (sentiments envieux, images publicitaires…) dans les pratiques contemporaines de comparaison entre individus. Mémoires vives, dans une perspective assez proche, est consacré aux communautés ethniques et culturelles qui se construisent et se comparent mutuellement à travers la représentation du passé qu'elle entretiennent (passés héroïsés, compétition des victimes…). Enfin, L'antisémitisme aborde la question de la jalousie sociale dans les exactions commises envers les Juifs au cours de l'histoire moderne. L'ouvrage s'appuie notamment sur la psychologie sociale pour démonter les mécanismes de cette hostilité très ancienne.

## Œuvres
- L'ordre sacré : les représentations hiérarchiques en philosophie, Paris, Desclée de Brouwer, 1999
- Regards imaginaires : essais préliminaires à une écologie visuelle, Paris, L'Harmattan, 2003
- La peur de l'infériorité : aperçus sur le régime moderne de la comparaison sociale, Paris, L'Harmattan, 2005
- L'antisémitisme, Paris, Bréal, 2006 (voir recension dans Lectures)
- Mémoires vives : pourquoi les communautés instrumentalisent l'Histoire, Paris, Bourin, 2007
- Leçons d'introduction à la philosophie des sciences, Paris, ENSTA ParisTech, 2009
- Dominants et dominés chez les animaux, Paris, Odile Jacob, 2015 (voir recension dans Lectures)